# Дурово-Бобрик
Дурово-Бобрик — село в Льговском районе Курской области России. Входит в состав Вышнедеревенского сельсовета.

## География
Село находится в бассейне Бобрика (левый приток Реута в бассейне Сейма), в 31 км от российско-украинской границы, в 66 км к юго-западу от Курска, в 21 км к юго-востоку от районного центра — города Льгов, в 10 км от центра сельсовета — села Вышние Деревеньки.
Климат
Дурово-Бобрик, как и весь район, расположен в поясе умеренно континентального климата с тёплым летом и относительно тёплой зимой (Dfb в классификации Кёппена).
| Показатель                                                                      | Янв. | Фев. | Март | Апр. | Май  | Июнь | Июль | Авг. | Сен. | Окт. | Нояб. | Дек. | Год  |
| ------------------------------------------------------------------------------- | ---- | ---- | ---- | ---- | ---- | ---- | ---- | ---- | ---- | ---- | ----- | ---- | ---- |
| Средний суточный максимум, °C                                                   | −3,8 | −2,7 | 3,2  | 13,1 | 19,3 | 22,6 | 25,1 | 24,5 | 18,2 | 10,7 | 3,6   | −0,9 | 11,1 |
| Средняя температура, °C                                                         | −5,9 | −5,3 | −0,5 | 8,3  | 14,7 | 18,3 | 20,8 | 19,9 | 14   | 7,3  | 1,4   | −2,9 | 7,5  |
| Средний суточный минимум, °C                                                    | −8,3 | −8,5 | −4,7 | 2,8  | 9    | 13   | 15,7 | 14,8 | 9,7  | 4    | −0,9  | −5,1 | 3,5  |
| Норма осадков, мм                                                               | 51   | 44   | 48   | 50   | 63   | 71   | 76   | 53   | 57   | 57   | 47    | 49   | 666  |
| Источник: Погода по месяцам c ru.climate-data.org(дата обращения: Октябрь 2021) |      |      |      |      |      |      |      |      |      |      |       |      |      |

Часовой пояс
Село Дурово-Бобрик, как и вся Курская область, находится в часовой зоне МСК (московское время). Смещение применяемого времени относительно UTC составляет +3:00.

## Население
| 2002 | 2010 |
| ---- | ---- |
| 120  | ↘76  |

## Инфраструктура
Личное подсобное хозяйство. В селе 70 домов.

## Транспорт
Дурово-Бобрик находится в 4 км от автодороги регионального значения 38К-024 (Льгов — Суджа), на автодорогe межмуниципального значения 38Н-443 (38К-024 — Вышние Деревеньки — Дурово-Бобрик), в 2,5 км от ближайшего (закрытого) ж/д остановочного пункта 25 км (линия Льгов I — Подкосылев).
В 124 км от аэропорта имени В. Г. Шухова (недалеко от Белгорода).